# Thurman Teague
Thurman Teague (1910 - ?) was een Amerikaanse contrabassist in de jazz.

## Biografie
Thurman Teague begon zijn loopbaan als banjoïst en gitarist in Chicago, hij speelde daar in 1930 met gitarist Jack Goss. Hierna stapte hij over op de bas en was hij, vanaf het midden van de jaren 30, actief in de band van Ben Pollack waarmee hij opnames maakte. In de jaren erna speelde hij ook met Vincent Lopez, Sharkey Bonano en Santo Pecora en van 1938 tot 1945 werkte hij in het orkest van Harry James. In de jaren na de oorlog woonde hij aan de westkust van Amerika en speelde hij o.m. met Red Nichols, Jack Teagarden, Drew Page en Frank Sinatra. Hij speelde van 1936 tot 1956 mee op 203 opnamesessies.
Zijn solide, ritmische spel is te horen in de Elmer Schoebel-compositie "I Never Knew What a Gal Could Do“ in de versie van Santo Pecora's Backroom Boys (1937, Columbia Records 36159).